# Louis Auguste Ravené
Louis Ferdinand Auguste Ravené (* 13. Dezember 1866 in Berlin; † 20. Januar 1944 ebenda, auch Ludwig August Ravené) war ein deutscher Kaufmann und Unternehmer. In Familientradition nannte er sich oft nur Louis Ravené wie sein Vater und Großvater; dies führte später zu zahlreichen Verwechslungen, außerdem wurden die Vornamen auch in ihrer deutschen Form benutzt.

## Leben
Louis Auguste Ravené war ein Nachfahre hugenottischer Flüchtlinge aus Frankreich. Von seiner Familie übernahm er die Eisenhandlung Jacob Ravené Söhne.
Sein Vater Louis Fréderic Jacques Ravené starb schon 1879. Da sich die Mutter zuvor von der Familie getrennt hatte, übernahm Adolph von Hansemann als Schwager der Mutter die Vormundschaft. Die Erziehung der Kinder wurde maßgeblich übernommen vom Prokuristen des Familienunternehmens, Paul Harder, dessen Ehefrau eine Freundin der Ehefrau von Theodor Fontane war. Louis Auguste absolvierte eine kaufmännische Lehre und trat bereits 1887 als Mitinhaber der Firma Jac. Ravené & Söhne in das Familienunternehmen ein.
Er heiratete Martha Ende, die Tochter des Architekten Hermann Ende, der ein Freund des Vaters war und auch mit dem Sohn zusammen an der Burg in Cochem baute. 1891 kam ihr Sohn zur Welt, der mit Peter Louis die gleichen Vornamen wie der Großvater erhielt und 1945 starb.
Ravené bekam die Ehrendoktorwürde der Universität Erlangen und erhielt um die Jahrhundertwende den Ehrentitel Geheimer Kommerzienrat. Wie schon sein Großvater Pierre Louis Ravené erwarb er sich einen Namen als Kunstmäzen, der seine private Sammlungen öffentlich zugänglich machte; auch sein Vater war kunstinteressiert.
Nach dem Ersten Weltkrieg verlagerte sich der Schwerpunkt vom Eisen- und Stahlhandel zu allgemeinen Handels- und Finanzgeschäften. Im Vorfeld und während des Krieges war das Kapital auch durch Rüstungsprodukte deutlich angewachsen.
Zu den Funktionen gehörten jetzt:
- Vorsitzender des Aufsichtsrates der Ravené Stahl- und Handelsgesellschaften (bis 1926)
- Mitglied des Zentralausschusses der Reichsbank
- Vorstandsmitglied der Vereinigung Deutscher Arbeitgeberverbände
- Präsident des Reichsverbandes des Deutschen Groß- und Überseehandels

Nach dem Tod seiner Frau heiratete er 1934 in zweiter Ehe Elisabeth Cäcilie von Alten.
Auch in späteren Lebensjahren war er geschäftlich aktiv; zu Beginn des Zweiten Weltkriegs war er:
- Mitglied des Aufsichtsrats der Allgemeine Versicherungs-AG und der Sächsische Versicherungs-AG (Dresden)
- Mitglied des Aufsichtsrats der Neuguinea-Kompagnie
- Mitglied des Aufsichtsrats der Transatlantische Güterversicherungs-AG (Berlin)
- Mitglied des Beirats der Deutsche Bank AG

## Baulichkeiten
Berlin-Mitte
- Der traditionelle Unternehmenssitz lag im Bereich zwischen Wallstraße und Neue Grünstraße in Berlin-Mitte.

Berlin-Tiergarten
- Eine repräsentative Zentralverwaltung hatte ihren Sitz seit 1903[2] bis Anfang der 1920er Jahre im Haus Margarethenstraße 17 (in der Nähe der St.-Matthäus-Kirche).[3] (1934 zog hier das Amt Rosenberg ein.)

Marquardt
- 1892 kaufte Louis Auguste Ravené Gut und Schloss Marquardt bei Potsdam als Sommersitz. 1912 ließ er das Herrenhaus aufstocken und einen Westflügel anbauen. 1900 stiftete er den Neubau der evangelischen Dorfkirche, in der er auch mit seiner ersten Ehefrau begraben liegt. 1932 wurde das Schloss an den Hotelier Kempinski verpachtet, 1942 nach dessen „Arisierung“ an Aschinger verkauft.

Wannsee
- Der Schwiegervater Hermann Ende baute dem Ehepaar um 1900 eine Villa in Wannsee bei Berlin.[4]

Cochem
- Louis Auguste Ravené beendete den Ausbau der Reichsburg bei Cochem an der Mosel aus dem Erbe zusammen mit seinem Schwiegervater. Die Burg bleibt bis 1942 im Familienbesitz. Sie wurde als Sommersitz genutzt, außerdem wurde hier der größere Teil der Gemäldesammlung öffentlich gezeigt.